# Nabil Lasmari
Nabil Lasmari (نبيل لسماري) , né le 8 février 1978 à Roubaix, est un joueur de badminton franco-algérien.

## Palmarès

### International
- Internationaux de Slovénie: 2001;
  - Internationaux du Pays de Galles: 3e en 2001;
- Masters de Strasbourg: 2004;
- Internationaux de France: double mixte en 2005, avec Eny Widiowati (Inde);
- Champion d'Afrique: 2006;
- Internationaux de Cuba (Giraldilla International): 2007 avec Lénaïc Luong;
- Jeux africains: 2007;
- Internationaux d'Algérie: 2007;
- Internationaux du Pérou: 2007;
- Internationaux d'Iran: 2007;
- Jeux panarabes : 2007;
- Jeux panarabes: double hommes en 2007, avec Karim Reizig (Algérie);
  - Internationaux de Bahreïn: 3e du double hommes en 2007, avec Lénaïc Luong;
  - Participation aux Championnats du monde BWF en 2007 (en simples);
  - Participation aux Jeux Olympiques en 2008 (en simples);

### National
- Quadruple champion de France séniors en simple: 1998, 2000, 2002, et 2004;
- Champion de France juniors en simple: 1996.